# Грб Мере ог Ромсдала
Грб Мере ог Ромсдала је званични симбол норвешког округа Мере ог Ромсдала. Грб је званично одобрен краљевском резолуцијом од 15. марта 1978. године.

## Опис грба
На грбу су представљена три златна викиншка брода на азурноплавој подлози.
Три викиншка брода се односе на ранију, изузетну важност бродоградње и бродарства у овом региону. Они такође симболизују три округа у покрајини: Суннмере, Ромсдал и Нордмере. Бродски стубови, крме имају облик крстова, који симболизују јаке хришћанске вредности и верска уверења, као и јаке верске организације у покрајини.